# Douglas Nowicki

Armes de l'archi-abbé Nowicki.

Douglas R. Nowicki OSB, né le 8 mai 1945 à Everson en Pennsylvanie et mort le 23 juillet 2024 à Pittsburgh, est un moine bénédictin américain qui est l'archi-abbé de l'archi-abbaye Saint-Vincent de Latrobe aux États-Unis, la plus importante du monde en nombre de moines (170 au début du XXIe siècle).

## Biographie
Il naît dans la famille catholique de quatre enfants de Sylvester et Evelyn (née Jackamonis) Nowicki. Il obtient en 1968 son Bachelor of Arts en philosophie  au Saint Vincent College, tenu par l'abbaye. En 1971, il obtient son Master of Divinity (en) du Saint Vincent Seminary, qui se trouve également au sein de l'abbaye. En 1977, il obtient un doctorat en psychologie clinique de l'université du Tennessee.
Il entre chez les bénédictins après ses études secondaires, devient profès le 11 juillet 1966 des mains du T.R.P. Rembert Weakland. Il est ordonné prêtre le 21 mai 1972 des mains de Mgr Connare (évêque de Greensburg) dans la basilique Saint-Vincent de Latrobe. De 1986 à 1991, il travaille comme curé de paroisse à Pittsburgh. Il est élu, puis consacré le 8 janvier 1991 onzième archi-abbé de Saint-Vincent. Il reçoit la bénédiction épiscopale le 1er mars 1991 de Mgr Bosco. le T.R.P. Nowicki est également chancelier du Saint Vincent College  et du Saint Vincent Seminary de Latrobe. Il est nommé en 1999 docteur honoris causa de l'université catholique Fu-Jen. Il est réélu le 11 mai 2010 comme abbé.

## Source
- (de) Cet article est partiellement ou en totalité issu de l’article de Wikipédia en allemand intitulé « Douglas R. Nowicki » (voir la liste des auteurs).